# Giovanni Battista Ambrosiani
Giovanni Battista Ambrosiani, född 2 juli 1772 i Milano i Italien, död 19 februari 1832 på Karlbergs slott i Sverige, var en italiensk dansare som blev balettmästare på Kungliga baletten i Sverige som efterträdare till André Isidore Carey.
Ambrosiani kom till Stockholm 1795 och var fram till 1827 anställd vid baletten på Kungliga teatern. Åren 1807–09 var han även verksam som ledare av baletttruppen i Carl Stenborgs teatersällskap i Sillgateteatern i Göteborg. Åren 1809–1810 medverkade han tillsammans med Jean-Baptiste Brulo(fr) i etableringen av Malmö teater. År 1816 anställdes han som danslärare vid krigsakademien på Karlberg, och 1823 utnämndes han till balettmästare.
Ambrosiani var gift med Carolina Christina Norin (1789–1846). Hans son Charles Jean Ambrosiani var också premiärdansör vid Operan 1814–1834.